# Guapira venosa
Guapira venosa är en underblomsväxtart som först beskrevs av Jacques Denys Denis Choisy, och fick sitt nu gällande namn av Cyrus Longworth Lundell. Guapira venosa ingår i släktet Guapira och familjen underblomsväxter. Inga underarter finns listade i Catalogue of Life.

## Bildgalleri

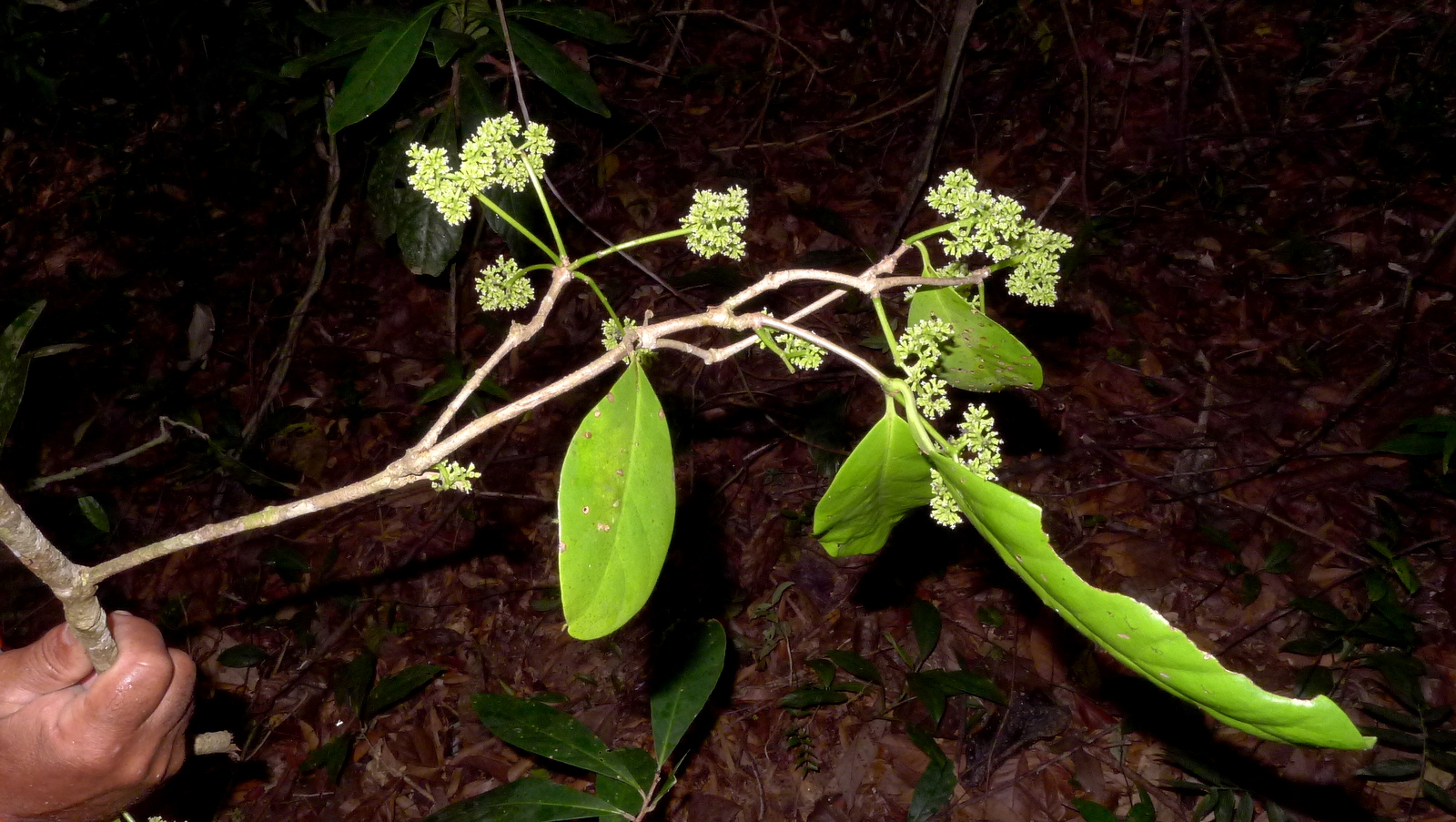
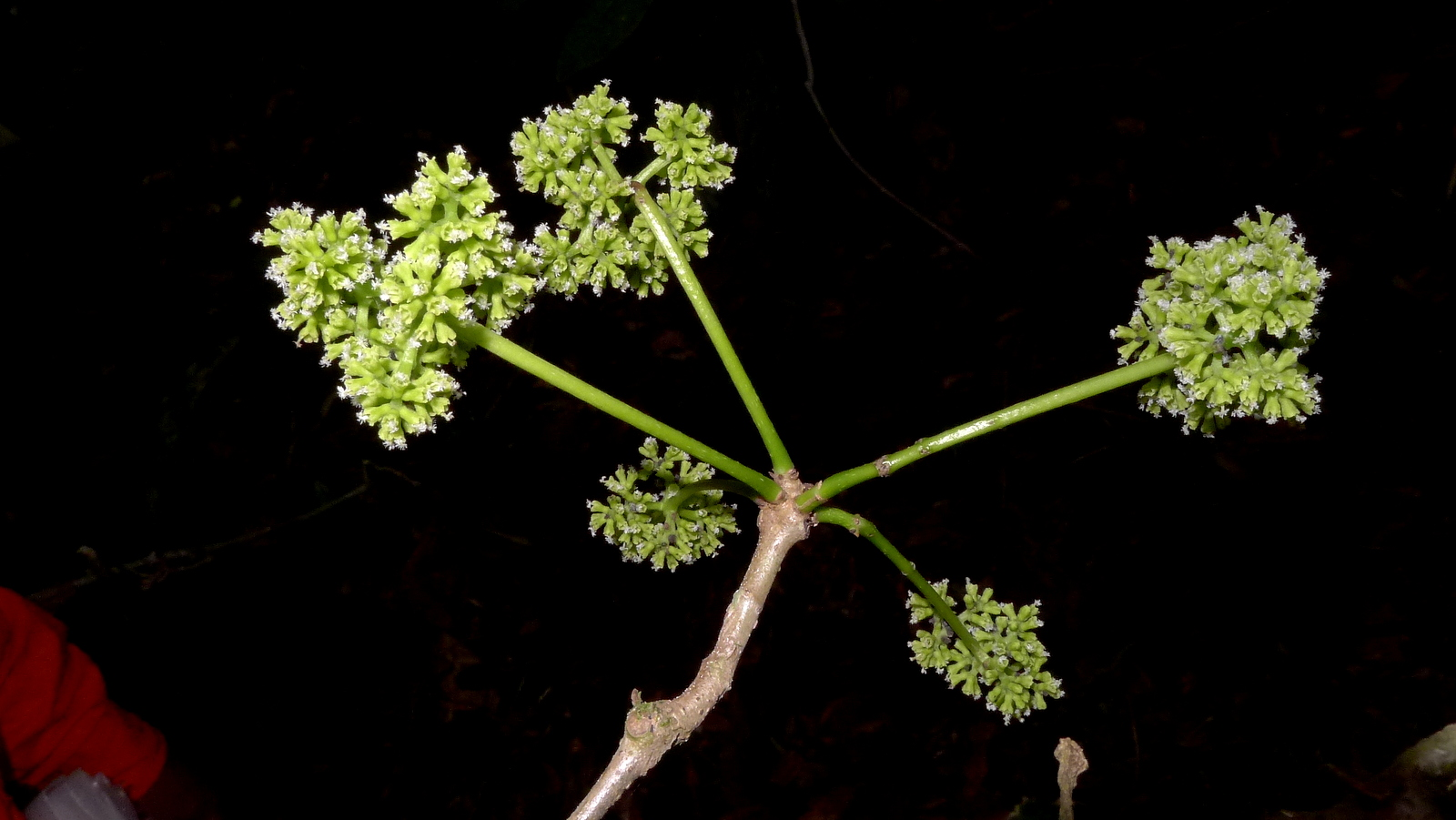
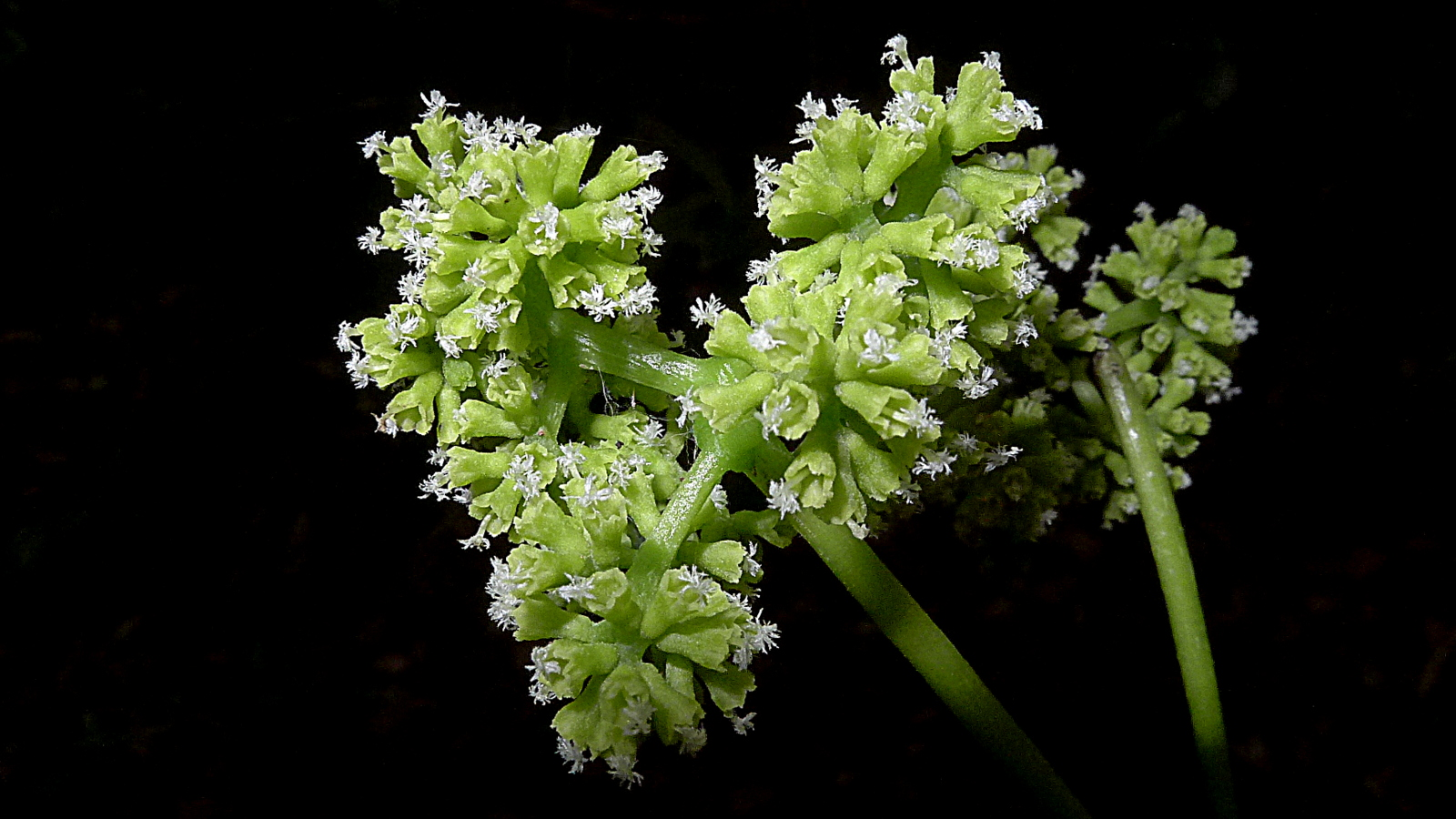
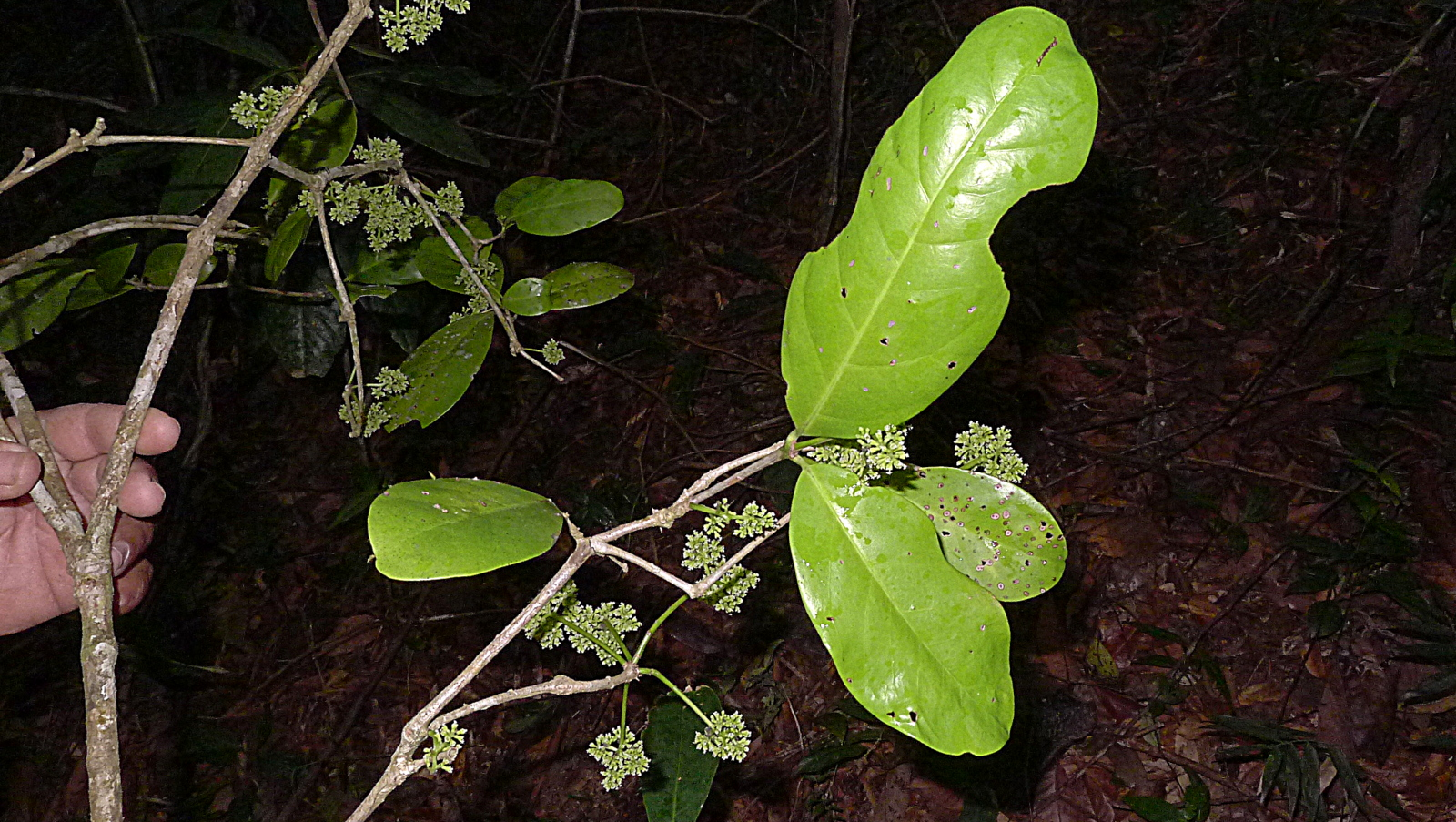
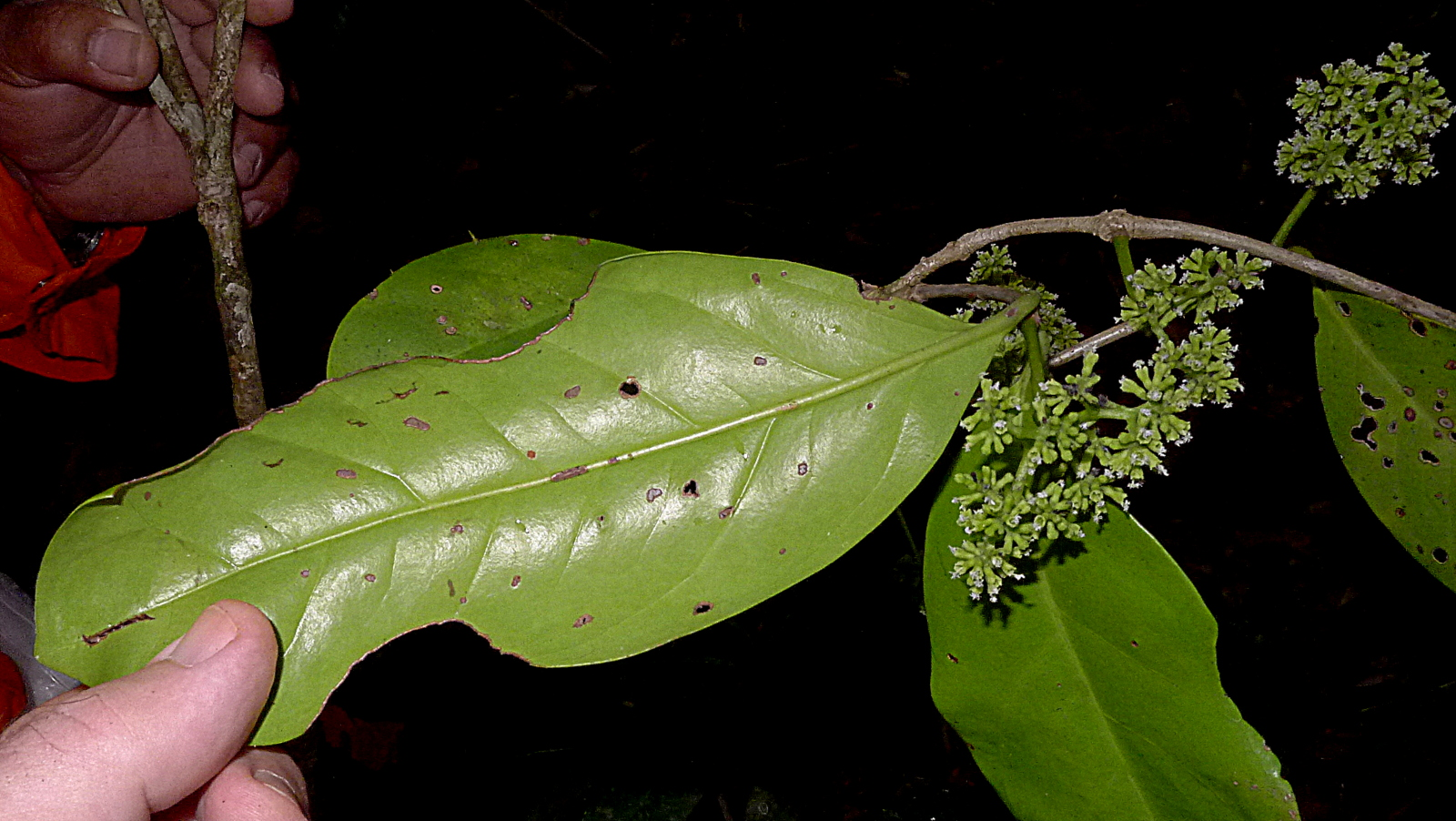